# LINPACK benchmarks
LINPACK benchmarks (також «Тест LINPACK») — тест продуктивності, розроблений як додаток до бібліотеки Linpack для тестування продуктивності комп'ютерних систем і є показником потужності системи для обчислення «чисел з рухомою комою». Введений Джеком Донгарра вони вимірюють, наскільки швидко комп'ютер вирішує щільну n на n систему лінійних рівнянь Ax = b, що є загальним завданням в сучасній інженерії.
Остання версія цих тестів використовується для створення списку TOP500, рейтингу найпотужніших суперкомп'ютерів у світі
Мета — наблизити оцінку максимальної швидкості роботи комп'ютера при вирішенні реальних проблем. Насправді, це є спрощенням, оскільки жодна обчислювальна задача не може відображати загальну ефективність роботи комп'ютерної системи. Незважаючи на це, продуктивність «тесту LINPACK» може забезпечити гарну корекцію щодо максимальної продуктивності, наданої виробником. Пікова продуктивність — це максимальна теоретична продуктивність, яку може досягти комп'ютер, розрахований як частота машини, в циклах в секунду, що є у кілька разів більшим числом операцій за цикл, який він може виконати. Фактична продуктивність завжди буде нижчою, ніж максимальна продуктивність
. Продуктивність комп'ютера є складною проблемою, яка залежить від багатьох взаємопов'язаних змінних. Продуктивність, вимірювана «тестом LINPACK», складається з числа 64-бітових операцій з рухомою комою, в основному, доповнень та множення, яку комп'ютер може виконувати в секунду, також відомий як FLOPS. Однак продуктивність комп'ютера під час запуску фактичних програм, ймовірно, далеко відстає від максимальної продуктивності, яка дає змогу виконувати відповідний тест LINPACK..
Назва цих тестів походить від пакета LINPACK, колекції алгебри Fortran підпрограм, широко використовуваних у 1980-х роках, і спочатку тісно пов'язані з «тестом LINPACK».
Пакет LINPACK з тих пір замінено іншими бібліотеками.